# Rabensteiner Stollen

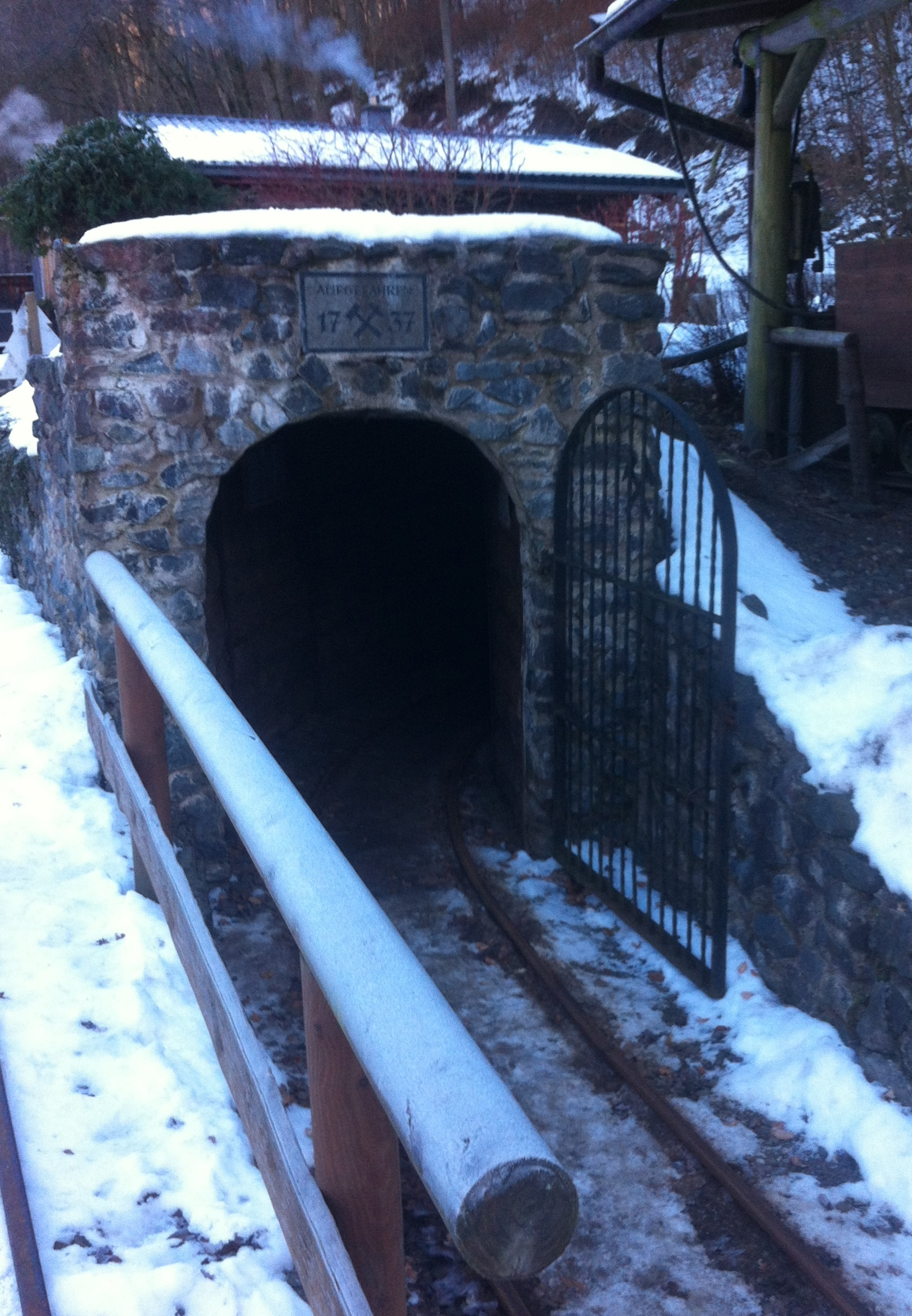
Mundloch des Rabensteiner Stollens

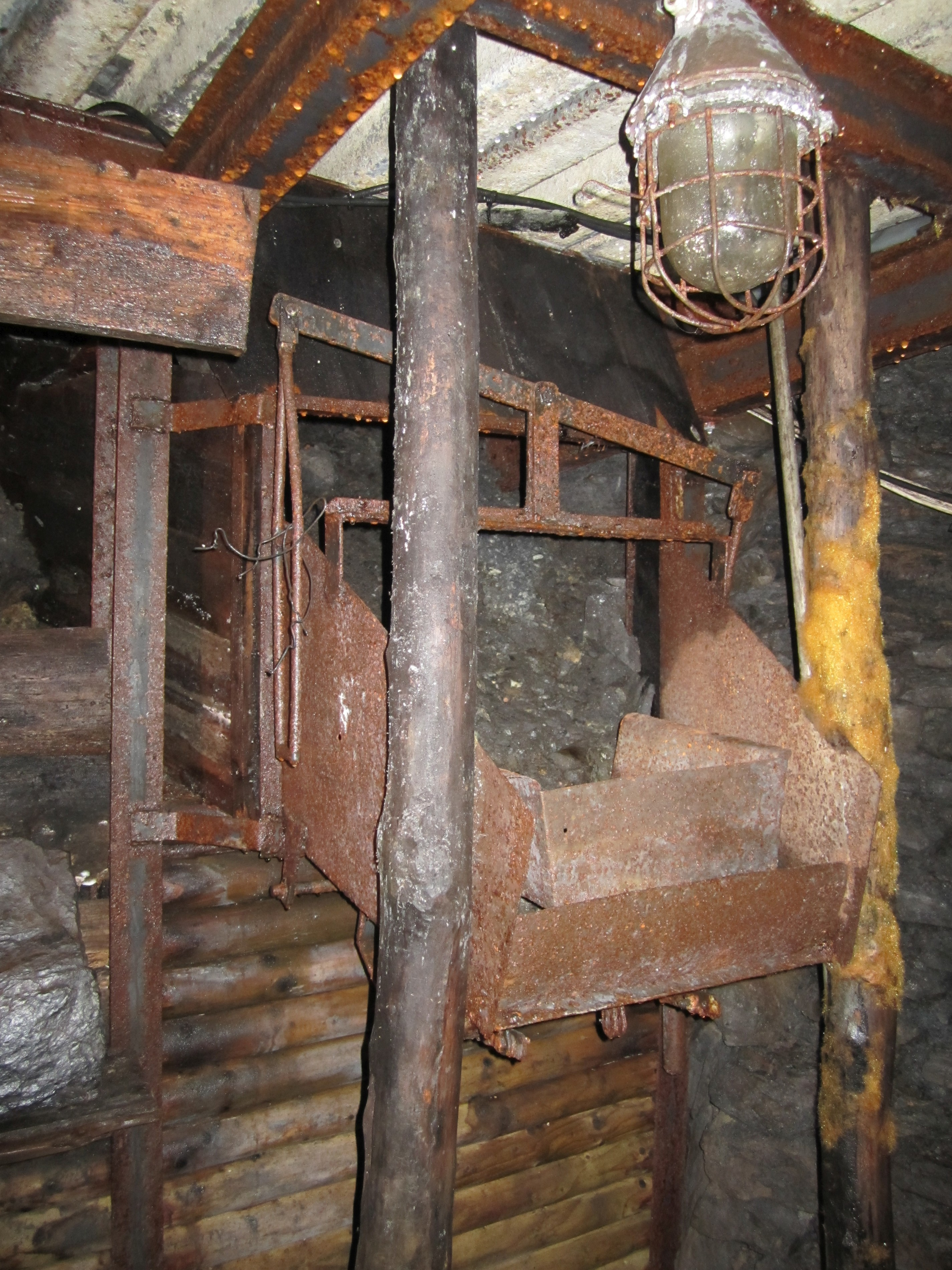
Unter Tage

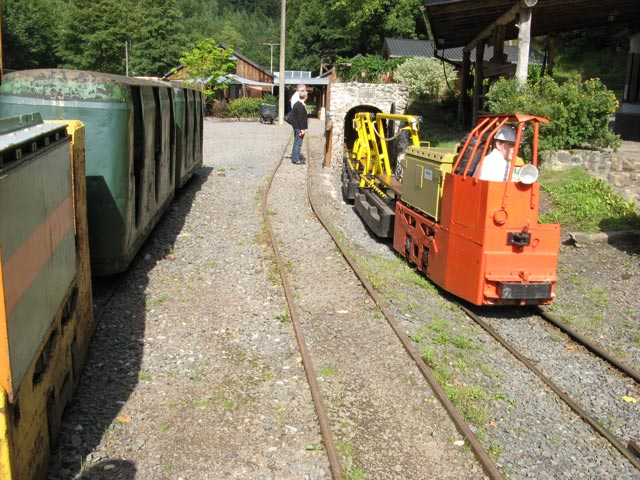
Grubenbahn vor dem Mundloch

Der Rabensteiner Stollen in der Montanregion Harz ist ein ehemaliges Bergwerk in der Gemeinde Harztor im äußersten Norden Thüringens, in dem Steinkohle abgebaut wurde. Seit 1981 wird es als Besucherbergwerk genutzt.

## Lage
Das Bergwerk liegt im Harz bei Netzkater an der Einmündung der B 81 in die B 4; am linken Ufer der Bere; unmittelbar südlich der Harzquerbahn (direkt am Haltepunkt Netzkater). Es befindet sich an der Nordwestflanke des Berges Sandlünz an der Rabenklippe.

## Geologie
Die rund 25 m mächtigen kohleführenden Schichten stellen eine Abfolge der bis 750 m mächtigen Ilfelder Schichten des Ilfelder Beckens dar. Die kohleführenden Schichten gehören dem unteren Perm an und haben ein Alter von etwa 295 Millionen Jahren. Das eingeschaltete Kohleflöz mit einer maximalen Mächtigkeit von 2 m ist durch Zwischenmittel in drei Bänke gegliedert: Bankkohle 40–60 cm, Mittelkohle 20–70 cm und Dachkohle 20–50 cm. Im Liegenden des Flözes ist stellenweise ein Wurzelboden ausgebildet. Im mittleren Perm wurde das Gebiet durch intensiven Vulkanismus mit bis zu 400 m mächtigen vulkanischen Ergussgesteinen überdeckt. Durch die große Hitze kam es zu einer starken Inkohlung, so dass die Kohlen heute vorwiegend als Esskohle, Magerkohle und Anthrazit vorliegen. Die kohleführenden Schichten sind schwach bis intensiv deformiert und stellenweise tektonisch verstellt, so dass das Flöz partienweise auskeilt und an anderen Stellen eine Flözverdoppelung zu beobachten ist.

## Geschichte

### 1. Betriebsperiode (1737–1770)
Auf Anregung des Grafen Christian Ernst zu Stolberg-Wernigerode suchten Bergleute im Stift Ilfeld nach Braunstein und Steinkohle. Um die Osterfeiertage 1737 entdeckte ein aus Dambach stammender 68-jähriger Bergmann gemeinsam mit seinem Sohn im Klosterforst, etwa 20 Meter oberhalb des heutigen Mundlochs, ein Kohleflöz. Mit Genehmigung des Ilfelder Amtmannes Craushaar und des stolbergischen Oberforstmeisters aus Sophienhof wurde ab dem 27. Mai 1737 das Bergwerk betrieben. Doch schon am 16. August kam es zum Erliegen, da die Bergleute inhaftiert wurden. Grund dafür waren Auseinandersetzungen um die Frage, inwieweit der Abbau von Steinkohle unter das Bergregal der Grafen zu Stolberg-Wernigerode fiel oder dem Stiftsamt Ilfeld als Grundbesitzer zustand. Es ergaben sich langjährige Streitigkeiten, die erst 1747 durch einen Vertrag zwischen dem Grafenhaus und dem Stiftsamt zum Abschluss gebracht wurden. Demnach sollte das Bergwerk fortan gemeinsam von der gräflich-stolbergischen Verwaltung in Wernigerode und dem Stiftsamt Ilfeld betrieben werden. Als dieser Vertrag nach vier Jahren ratifiziert wurde, wurde der zwischenzeitlich mehrere Male kurzzeitig betriebene Steinkohlenabbau 1750 offiziell wieder aufgenommen. Beliefert wurden unter anderem die Salinen in Frankenhausen und Artern, Fabriken in Herzberg sowie mehrere Schmieden der Umgebung.
Erste Abbaufelder waren 1750 bereits ausgekohlt. Ein Ausbau der Strecken war aufgrund der geologischen Gegebenheiten nicht erforderlich. Zur Erreichung einer optimalen Standfestigkeit wurde der Querschnitt der Strecken tropfenförmig ausgeführt. Man baute vorwiegend die Bank- und Mittelkohle ab. Die Fördermenge bestand zu etwa 20 bis 25 % aus Kohle und zu 75 bis 80 % aus einem Gemisch aus Kohle und Brandschiefer, wobei nur die Kohle verkauft werden konnte. Sie wurde in Schmieden und für andere gewerbliche Zwecke genutzt. Das Kohle-Brandschiefer-Gemisch mit einem Ascheanteil von 60 % wurde zeitweise als Hausbrand abgesetzt. Die schlechte Qualität der geförderten Kohle führte zu einer hohen Verschuldung des Unternehmens. 1770 wurde der Bergbau eingestellt.

### 2. Betriebsperiode (1831–1880)
Zwischen 1831 und 1836 wurde für eine kurze Zeitspanne die Förderung wieder aufgenommen. Danach lag das Bergwerk in Fristen, bis die Gewerkschaft Wilhelm Stietz & Consorten zu Ilfeld den Bergbau im Jahr 1849 wieder aufnahm, der jedoch schon bald wieder zum Erliegen kam. Am 1. Mai 1861 erfolgte die Wiederinbetriebnahme des Steinkohlenbergwerks, das damals ausschließlich im Eigentum von Graf Otto zu Stolberg-Wernigerode stand und ursprünglich 40 Jahre bis 1901 betrieben werden sollte. In diesem Zusammenhang wurde 1861 der tiefere Otto-Stollen vom Beretal aus vorgetrieben. Vom Rabensteiner Stollen wurde ein Querschlag zur Förderung, Entwässerung und Bewetterung zum Otto-Stollen aufgefahren. Die Förderung wurde nun über den Otto-Stollen ausgebracht. In einem Vergleich vom 5. Januar 1873 verzichtete das Stift Ilfeld auf seinen althergebrachten Anteil am Bergregal zugunsten der Grafen zu Stolberg-Wernigerode.
1877 wurden die fünf in der Umgebung von Ilfeld betriebenen gräflich-stolberg-wernigerödischen Bergwerke Rabenstein, Gärtchen, Otto-Zeche, Hilfe Gottes und Bergmannstrost unter dem Namen Rabenstein konsolidiert.
Die Konkurrenz der billigeren und besseren Kohlen aus Schlesien und dem Ruhrgebiet führte 1880 zur Einstellung der Förderung. Am 30. Juli 1886 wurde das gesamte Inventar einschließlich der vorhandenen Gebäude auf Abbruch meistbietend veräußert.

### 3. Betriebsperiode (1921–1924)
In den wirtschaftlich schwierigen Zeiten nach dem Ersten Weltkrieg besann man sich wieder der Südharzer Kohlen. Carl Wentzel aus Teutschenthal gründete am 5. Oktober 1921 die Gewerkschaft Wentzelzeche. Die Gesellschaft pachtete vom Fürsten zu Stolberg-Wernigerode die Bergbaurechte auf einer Fläche von 2,5 km2. Ziel war die Aufnahme der Steinkohlenförderung im Otto-Stolln. Zur Förderung wurde ein Lichtloch des Otto-Stollns als Schacht ausgebaut. Benannt wurde er nach dem Geheimen Bergrat Richter. Die am Schacht errichtete Verladeeinrichtung wurde mit der vorbeiführenden Harzquerbahn verbunden. Aufgrund der ungünstigen Wirtschaftslage der Gesellschaft und wegen des mangelnden Absatzes verlief die Kohlenförderung stark eingeschränkt. Die geplante Kohlenwäsche wurde nicht mehr gebaut und der Betrieb schließlich im März 1924 gänzlich eingestellt. Die Gesamtförderung in dieser Zeit betrug 11.900 t, wovon etwa die Hälfte (6.196 t) im 2. Halbjahr 1923 ausgebracht wurden.

### 4. Betriebsperiode (1945–1949)
Der Kohlemangel zu Ende des Zweiten Weltkriegs war die Ursache für die Wiederaufnahme der Förderung in den Kohlelagerstätten des Südharzes. Vorbereitungen dafür wurden bereits in den letzten Kriegswochen getroffen, doch erst im Jahr 1946 begannen die Arbeiten zum erneuten Aufschluss der Lagerstätten. Zur Durchführung des Projektes wurde im Juni 1946 die Nordthüringer Steinkohlen GmbH gegründet. Teilhaber waren die Stadt Nordhausen und die Thüringische Rohstoff AG. Am 1. August 1946 übernahm die Nordthüringer Steinkohlen GmbH den Betrieb. Ziel der Arbeiten war das vom Otto-Stolln aufgeschlossene Grubenfeld Konsolidiertes Bergwerk Rabenstein. Dieses Grubenfeld wurde zuletzt von der Gewerkschaft Wentzelzeche betrieben. Ausgeführt wurden die Arbeiten durch das Deutsche Schachtbau- und Tiefbohrunternehmen, vormals Gebhardt & König, Landeseigener Betrieb, Nordhausen (Schachtbau Nordhausen). Der Richterschacht wurde aufgewältigt und ein Untersuchungsquerschlag aufgefahren. Anfang 1948 wurde die Nordthüringer Steinkohlen GmbH von der VVB Mineral und Erz Thüringen übernommen und der Betrieb in Rabenstein als Thüringer Kohlenindustrie – Steinkohlenwerk Ilfeld weitergeführt. Bis dahin waren etwa 2.700 t Kohle gefördert worden. Wegen der hohen Kosten und schlechten Qualität der Kohle wurde der Betrieb im August 1949 eingestellt. Gefördert wurden bis dahin noch einmal 7.800 t Kohle.

### Sicherungsarbeiten
In den 1970er Jahren wurden, nach dem 1974 erfolgten Einsturz eines nahegelegenen Erkundungsschachtes, Sicherungsarbeiten an den Schächten und Stollen des Steinkohlebergbaus der Region vorgenommen. Die vorgesehene Verwahrung des Mundlochs des Rabensteiner Stollens wurde letztlich dahingehend verändert, dass dort ein Schaubergwerk eingerichtet wurde. In einem Teilbereich wurde von der Bergsicherung Erfurt, Sitz Ilfeld, 1980 Stahlbogenausbau eingebracht.

## Besucherbergwerk
Am 5. Juli 1981, dem Tag des Bergmanns und des Energiearbeiters der DDR, wurde das Schaubergwerk der Gemeinde Ilfeld übergeben. Seit 1990 ist der Förderverein Rabensteiner Stollen e. V. Träger dieses technischen Denkmals. Seitdem wurden umfangreiche Aufwältigungsarbeiten geleistet, mit denen der für untertägige Führungen verfügbare Bereich deutlich ausgedehnt werden konnte, und die Öffnungszeiten wurden verlängert.
Die Besichtigung des Schaubergwerks ist im Rahmen von Führungen möglich, die zu festen Zeiten angeboten werden. Die Einfahrt erfolgt mittels einer Grubenbahn. Gezeigt werden neben dem jüngeren Bergbau des 19. und 20. Jahrhunderts vor allem die Spuren der Betriebsperiode des 18. Jahrhunderts.